# شرکت صنایع هواپیماسازی ایران
شرکت صنایع هواپیماسازی ایران (به‌اختصار: هِسا) شرکت دولتی صنایع هوافضایی ایرانی است، که در سال ۱۳۵۳ تأسیس شد و هم‌اکنون به‌عنوان شرکت تابعه‌ای از سازمان صنایع هوایی ایران و زیرمجموعهٔ وزارت دفاع و پشتیبانی نیروهای مسلح فعالیت می‌کند. کارخانجات این شرکت در شمال شاهین‌شهر در استان اصفهان و در زمینی به مساحت ۲۵ هکتار قرار دارند، که از این مقدار، بخشی به کارگاه، بخشی به آشیانه هواپیماها و فرودگاه اختصاص داده شده‌است.

## تاریخچه
تا وقوع انقلاب ۱۳۵۷ یازده درصد ساخت کارخانه انجام شد و شرکت بل هلیکوپتر (تکستران) نیز برنده مناقصه بود.
پس از انقلاب ۱۳۵۷ در دوره‌های مختلف پروژه‌های ساخت هواپیماهای ایرانی به این شرکت واگذار شده است که از آن میان می‌توان پروژه‌های ساخت و تولید هواپیمای ایران-۱۴۰ ، هواپیمای باربری سیمرغ ، آذرخش ، صاعقه ، شفق و کوثر اشاره کرد.

### تحریم‌ها
۱۹ سپتامبر ۲۰۲۳ وزارت خزانه‌داری آمریکا، شبکه چندملیتی پشتیبان تولید پهپاد و هواپیماهای نظامی ایران از جمله شرکت هسا، وابسته به وزارت دفاع که با حمایت سپاه پاسداران، پهپاد‌های سری «ابابیل» و «شاهد» را تولید می‌کند و هفت فرد و سه نهاد دیگر مستقر در کشورهای جمهوری خلق چین (PRC)، روسیه و ترکیه را در ارتباط با هواپیمای بدون سرنشین ایران (پهپاد) و توسعه هواپیماهای نظامی تحریم کرد.

## فعالیت‌ها
- باور-۲
- تولید پروانه هواپیما بوسیله کامپوزیت
- ساخت و تعمیر انواع هاورکرافت
- هسا درنا

### جت جنگنده
- شفق
- قاهر اف - ۳۱۳
- کوثر
- صاعقه
- آذرخش
- یاسین

### هلیکوپتر
- بل ۲۱۴
- شاهد ۲۷۴
- شاهد ۲۷۸
- شاهد ۲۸۵

### پهپاد
- حماسه
- سفره‌ماهی
- شاهد ۱۲۹
- غزه
- کرار
- فطرس
- شاهد ۱۳۶
- ابابیل ۱
- ابابیل ۲
- ابابیل ۳

### هواگرد ترابری
● هسا سیمرغ

### هواگرد مسافربری
● ایران - ۱۴۰

## زیرساخت‌ها
از توانمندی‌های این شرکت می‌توان به خط تولید هواپیمای مسافربری، بدون سرنشین و هواگرد نظامی، تعمیر و نوسازی هواناو (هاورکرافت)، ساخت هواپیماهای بال ثابت (نظامی)، مرکز طراحی هواگرد، دارای بزرگ‌ترین مرکز اویونیکی خاورمیانه، دارای آزمایشگاه و مرکز پژوهشی، دارای مرکز فناوری اطلاعات و ارتباطات، امکانات تست و دارا بودن تعمیرگاه مجهز برای هر محصول، جایگاه تست موتورهایی همچون: توربو پراپ و توربو جت اشاره کرد
این مجموعه شامل یک نیروگاه گازی ۸۷٫۶ مگاواتی معروف به نیروگاه هسا است.
این شرکت تاکنون به کشورهایی همچون:
1. روسیه
2. فلسطین
3. لبنان
4. سوریه
5. یمن
6. غنا
7. سومالی

و ونزوئلا
پهپاد و جنگنده صادر کرده‌است.

## مدیران عامل
مدیران عامل این شرکت به ترتیب عبارتند از:
| مدیر عامل            | مدرک                    | آغاز به کار | پایان | سوابق                                                                                        |
| -------------------- | ----------------------- | ----------- | ----- | -------------------------------------------------------------------------------------------- |
| مهدی گوگردچیان       |                         | ۱۴۰۰        |       |                                                                                              |
| حمیدرضا نوری         | دکتری                   | ۱۳۹۶        | ۱۴۰۰  |                                                                                              |
| احمدرضا زین العابدین | لیسانس                  | ۱۳۹۴        | ۱۳۹۶  |                                                                                              |
| محمدعلی سیرتی        | لیسانس متالورژی         | ۱۳۹۰        | ۱۳۹۴  |                                                                                              |
| سید محمد علی‌زاده     | لیسانس علوم نظامی       | ۱۳۸۵        | ۱۳۹۰  | مدیر پروژه برج رفاه میدان آزادی، مصلی تهران مدیر پروژه احداث پمپ‌های گاز CNG کشور در دولت نهم |
| عباس فلاح            | مهندسی الکترونیک        | ۱۳۸۲        | ۱۳۸۵  |                                                                                              |
| محمد اسلامی          | دکترای مدیریت استراتژیک | ۱۳۷۲        | ۱۳۸۲  |                                                                                              |